# Під знаком Мантикори
«Під зна́ком Мантико́ри» (рос. «Под зна́ком Мантико́ры») — фентезійний роман 2004 року, написаний російським письменником Олексієм Пєховим і визнаний найкращим російським фентезійним романом 2004 року на думку часопису «Світ фантастики».

## Анотація
Коли над країною нависла загроза, коли оживають сторінки стародавніх сказань і трон королівства вже не такий міцний, як раніше, — відбувається загадкове вбивство маршала кавалерії Таргери. Це перша ланка в запаморочливому ланцюзі подій, в які волею долі виявляється залучений капітан контррозвідки маркіз Фернан де Суоза, на чию долю випало розслідувати цю непросту справу. А тут ще йому доручають знайти невловимого шпигуна північних сусідів. Потім на руках у Фернана помирає його друг і колега. Як розплутати клубок загадок і дізнатися таємницю, що привела в рух настільки великі сили? Що допоможе не оступитися з обраного шляху, а що можна відкинути — борг, віру, честь дворянина або, можливо, пам'ять про минуле? Адже треба запобігти спробі перевороту і, паралельно, не посваритися з церковниками, які полюють за паперами, здатними перевернути підвалини церкви...

## Персонажі
- Фернан Руїс де Суоза маркіз де Нарріа — капітан королівської контррозвідки («василіск»). Невисокий худорлявий блондин із пронизливими блакитними очима, тридцяти років. Останній представник свого роду, який дванадцятирічним пережив ту ніч, коли вся його сім'я була вбита. Холоднокровний, проникливий, чудово володіє шпагою. У нього репутація вельми небезпечного супротивника на дуелі й чудового слідчого, який розкриє все, що йому доручено.
- Рійна шан Мар'єрдес ун Таш'щда з клану Дочедез, маркіза де Нарріа — капітан бойового фрегата «Місячний крокодил». Дружина Фернана. Ламія — представник раси істот-довгожителів, майже повністю ідентичних людям. Відмінностями є довгий термін життя (приблизно втричі довший, ніж у людей), неодмінно чорне волосся, зелені очі та смаглява шкіра. Також ламії вирізняються шаленим темпераментом, який у чоловіків не пов'язаний нічим, але жінки-ламії навчилися приборкувати свій характер.
- Шейр шан Гар'єрдес ун Таш'щда з клану Дочедез — «василіск», товариш по службі Фернана. Ламія, двоюрідний брат Рійни, друг родини де Суоза.
- Абомі — слуга Фернана. Величезний, широкоплечий, чорношкірий воїн з Чорного континенту з Країн Дощового Берега. Колишній унсі-нада — воїн Храму Дощу. Сповідує релігію, дуже схожу на вуду. Володіє деякими магічними здібностями.
- Мігель Алессандро де Лерро — Єпископ Ескарини, глава Ордена крові Бріана, друга людина в Церкві Таргери після Його Високопреосвященства кардинала Хосе Пабло де Стануззі. Дуже хитрий і розумний, є одним із найсильніших магів, поступаючись тільки кардиналу. Справжній син Церкви
- Паоло Жозе де Вредо герцог де Вольга — один із найкращих друзів Фернана, також давній приятель Рійни. Його рід - четвертий у черзі на престол. Веселун і балагур з одного боку - і водночас чудовий фехтувальник і рідкісний сміливець, якому нічого не вартує вийти з дагою проти кабана, захищаючи товариша на полюванні. Готовий брати участь у будь-якій справі Фернана, аби було цікаво, попри небезпеку - чи то дуель, чи то піймання шпигуна, чи то вуличні бої. Гомосексуальний, через що свого часу мав важку бесіду з кардиналом Таргери та був змушений півтора року жити не в столиці, а у своєму маєтку в провінції.
- Сезар Сільва де Кошта маркіз де Армунг — королівський блазень. Останній у своєму роду. Дещо не в собі, що дозволило йому з легкістю обійняти свою посаду. Вельми розумний і уїдливий, має великий вплив на короля поряд із фельдмаршалом. Злопам'ятний і не прощає образ. Беручи участь у груповій дуелі, де Суоза втратив око, і деякий час жив у маркіза, одужуючи. Складає жахливі вірші та регулярно мучить ними необережних слухачів.